# Opopaea suspecta
Espèce
Statut de conservation UICN

 CR B1ab(iii)+2ab(iii) : 
En danger critique
Opopaea suspecta est une espèce d'araignées aranéomorphes de la famille des Oonopidae.

## Distribution
Cette espèce est endémique de Praslin aux Seychelles,.

## Description
La femelle holotype mesure 1,61 mm.

## Publication originale
- Saaristo, 2002 : New species and interesting new records of spiders from Seychelles (Arachnida, Araneaea. Phelsuma vol. 10, suppl. A, p. 1-31 (texte intégral).